# Полог

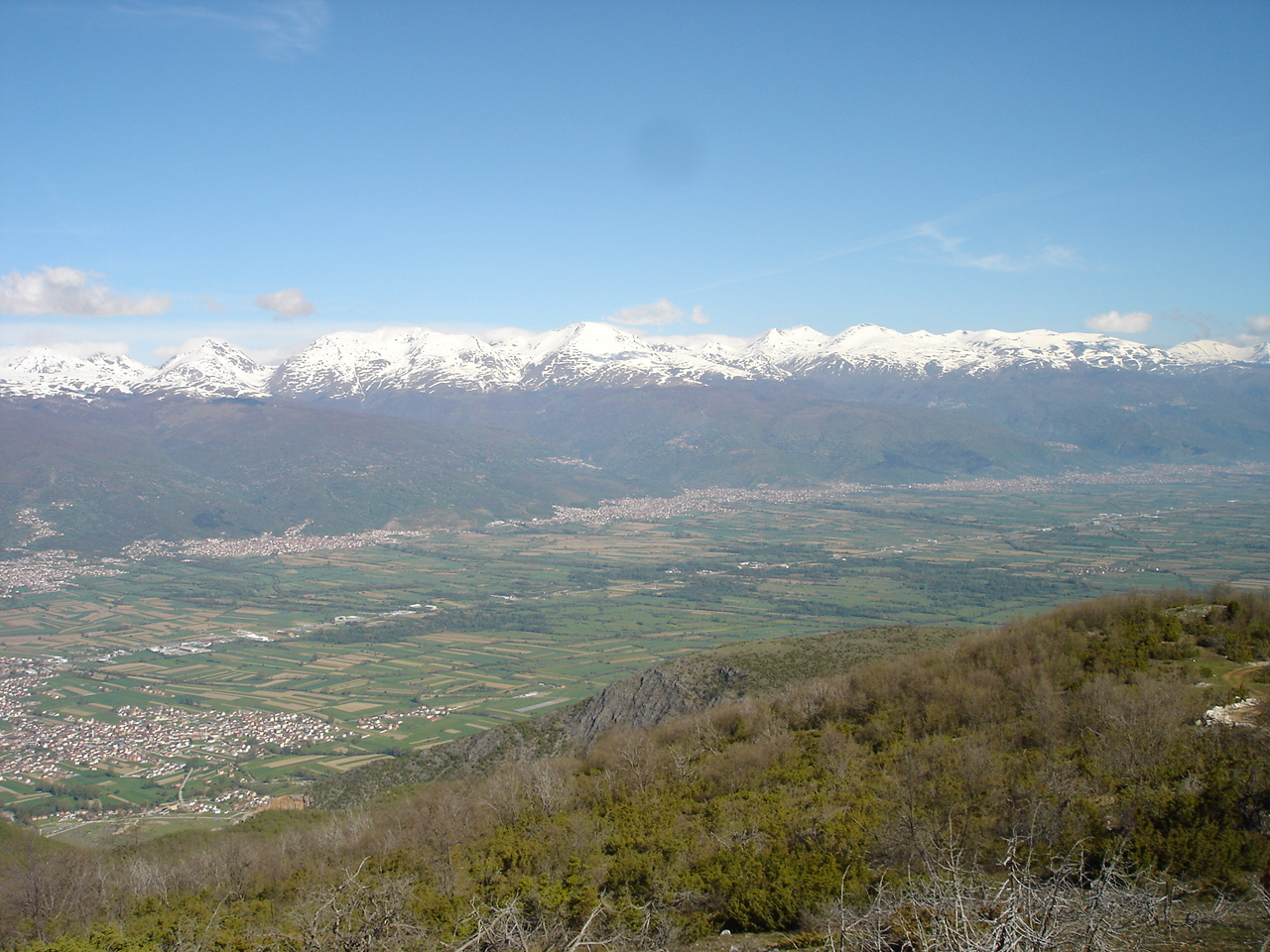
Полог, снимок со склонов Сухой Горы

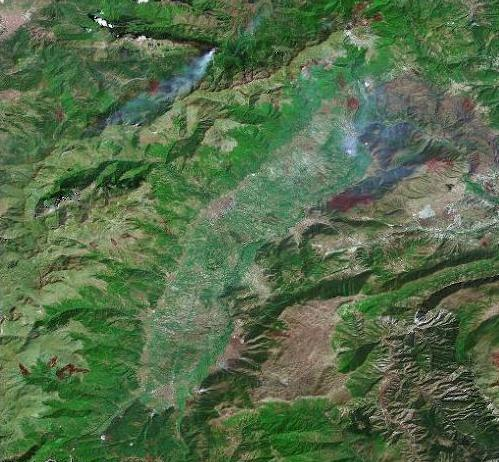
Полог, снимок со спутника

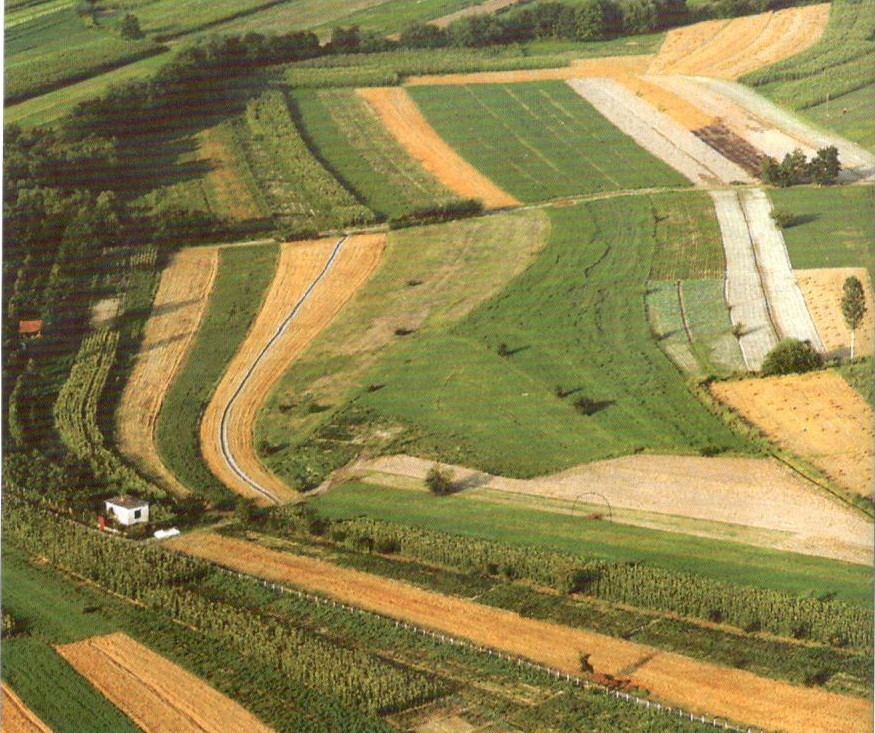
Плодородные поля в Пологе

По́лог, или Те́товское по́ле (макед. Полог, Полошка Котлина; алб. Pollogu) — историческая область в северо-западной части Северной Македонии. Полог — котловина длиной 55 км и шириной от 8 до 10 км, находящаяся на высоте от 300 до 600 метров. Через Полог в северо-восточном направлении протекает река Вардар.
В этнографическом плане Полог разделяется на Верхний (макед. Горен Полог) и Нижний (макед. Долен Полог), традиционная граница между ними проходит к северу от села Брвеница.

## Население
Сегодня в Пологе население составляют две основные этнические группы — около 30 % македонцы и 70 % албанцы. Основными населёнными пунктами являются города Тетово в Нижнем Пологе и Гостивар в Верхнем Пологе.

## Этимология
Название, вероятно, происходит от Подлог в значении под горой. Впервые название Полог встречается в трудах Хоматиана в начале XIII века.